# Лугашу де Сус (Бихор)
Лугашу де Сус (рум. Lugașu de Sus) насеље је у Румунији у округу Бихор у општини Лугашу Де Жос. Oпштина се налази на надморској висини од 233 m.

## Становништво
Према подацима из 2002. године у насељу је живело 836 становника.

### Попис2002.
| Расподела становништва по националности 2002.‍ | Расподела становништва по националности 2002.‍ | Расподела становништва по националности 2002.‍ | Расподела становништва по националности 2002.‍ | Расподела становништва по националности 2002.‍ |
| --------------------------------------------- | --------------------------------------------- | --------------------------------------------- | --------------------------------------------- | --------------------------------------------- |
|                                               |                                               |                                               |                                               |                                               |
| Румуни                                        | Румуни                                        |                                               | 521                                           | 62,8%                                         |
| Роми                                          | Роми                                          |                                               | 179                                           | 21,6%                                         |
| Словаци                                       | Словаци                                       |                                               | 130                                           | 15,7%                                         |